# Марка (грошова одиниця)
Марка (лат. Marca, Marcha, Marha, Marcus) — грошова одиниця та одиниця розрахунку в багатьох країнах Європи. Свою назву отримала від вагової марки, яка слугувала еталоном для виготовлення монет. Термін МАРКА походить від злиття трьох німецько-тевтонських діалектів на основі класичної латинської мови — Marca, Marcha, Marha, Marcus і вперше з'являється в термінології в IX столітті. Дослівно українською мовою означає як ЗНАК. На початку свого існування марка слугувала мірою ваги і відповідала 8 унціям, проте протягом середньовіччя курс змінювався залежно від регіону.
Станом на 2017 рік в обігу знаходиться конвертована марка Боснії і Герцеговини

## Історія

### Середні віки. Новий час

#### Англія та Шотландія

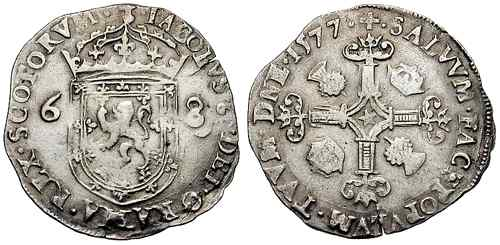
Шотландія, Мерк 1577 року, Яків VI

В Англії марка (англ. mark) ніколи не карбувалась як монета, однак активно використовувалась як грошова розрахункова одиниця. Вперше марка з'явилась в Англії у X столітті та мала, ймовірно, данське походження. У той час вона була еквівалентною 100 пенні. Після нормандського завоювання 1 марка стала відповідати ⅔ фунта стерлінгів, тобто дорівнювали 13 шилінгам й 4 пенні. В Шотландії марка (шотл. merk) як грошова й вагова одиниця була запозичена з Англії. В обігу в XVI—XVII століттях, окрім інших грошових одиниць, в Шотландії знаходилась срібна монета Мерк.

#### Німеччина

Державна марка Ганзейських Вільних міст Любека, Гамбурга, Вісмара та Люнебурга, 1549 року

У північній Німеччині (передусім, в Гамбургу) й Данії марка (нім. mark) використовувалась і як розрахункова грошова одиниця, і як монета, що відповідала 16 шилінгам. У 1871 році, після об'єднання Німеччини та уніфікації її грошової системи, марку було прийнято як офіційну грошову одиницю Німецької імперії.
Сундіш-марка — розрахункова одиниця для монет, які були виготовлених у Вільному Ганзейському місті Штральзунді з 1319 року. З введенням у 1359 році любецької марки на землях Померанії сундіш-марка поступово вийшла із обігу.
Курант-марка — загальна одиниця рахунку по відношенню до срібних грошей, яка була основною в північних землях ганзенських міст та в сусідніх державах до введення Золотого стандарту у 1871 році.
Державна марка — загальна назва срібних монет Любека, Гамбурга, Вісмара та Люнебурга, яка була прийнята за рішенням союзу Вільних Ганзейських міст від 29 грудня 1502 року. У 1566 році державну марку закріпили більш вагомою валютою союзу — талером.
Любецька марка — з 1502 року грошова одиниця Ганзейського міста Любека. Останні марки Любека карбувалися у 1914 році.
Гамбурзька марка — грошова одиниця Вільного Ганзейського міста Гамбург, яка бере свій початок карбування з 1325 року. До монетних реформ 1871—1873 років еталоном для визначення ваги, чи вмісту щирого срібла слугували вагова, курант- та любекська марки. У 1921—1924 році в період гіперінфляції виготовлялися останні металеві та паперові власні марки Гамбурга у вигляді токенів та нотгельдів.
Банківська марка — обчислювальний термін, який використовувався банкірами Гамбурга у своїх записах у співвідношенні до різних валют та дорогоцінних металів після заснування Гамбурзького депозитного банку в 1619 році. Термін Банківська марка використовувався банком до самого його закриття в 1875 році.
Аахенська марка — розрахункова, а згодом грошова одиниця міста Аахена, яка карбувалася з 1615 по 1754 роки. У 1920—1923 роках під час гіперінфляції в Аахені виготовлялися металеві та паперові марки-нотгельди.
Шлезвіг-Гольштейн-Готторпська марка — грошова одиниця Шлейзвіг-Гольштейн-Готторпського герцогства, яка карбувалася лише 1 рік у 1681 році для розрахунків з Данією для виплати компенсації за користування володіннями
Бремен-Фердінська марка — грошова одиниця Бремен-Фердінського герцогства, яка карбувалася у 1611—1617 роках Йоганом Фредеріком (1596—1634) та після закінчення Тридцятирічної війни під Шведським управлінням з 1660. Остання марка була викарбувана в 1675 році.
Ольденбурзька марка — грошова одиниця Великого герцогства Ольденбурга яка карбувалася за часів герцога Антона Ґюнтера (1603—1667) та після об'єднання Німеччини в 1874—1914 роках. Останні марки Ольденбургу виготовлялися у вигляді нотгельдів у 1917—1921 роках.

#### Скандинавія

Королівство Швеція, 16 марок, 1607 (Період карбування 1607—1608, 1610—1611 роки) року. Золото (0.9790). Вага 4,9557 г.

Данська марка — давня грошова одиниця Королівства Данії, яка почала карбуватися з 1529 року. З 1 січня 1875 року данську марку змінила данська крона.
Шведська марка — грошова одиниця Шведського королівства, яка карбувалася в період з 1536 по 1755 рік. З 1620 року в державі діяла біметалева монетна система, за якою обігові монети були відповідними за вартістю водночас до мідної та срібної вагових одиниць. 1776 року була проведена грошова реформа, згідно з якою шведська валюта стала підпорядковувалась єдиній ваговій одиниці — срібній марці. З обігу була остаточно вилучена обігова марка та деякі інші дрібні монети.
Норвезька марка — давня грошова одиниця королівства Норвегія, яка карбувалася під управлінням королівства Данія в період з 1523 по 1788 роки.

#### Латвія

1 марка, 1573 року. Лівонія

Ризька марка — грошова одиниця міста Риги, яка карбувалася недовгий період Ризьким архієпископством, Лівонським орденом та Вільним містом Рига в середині XVI століття.
Лівонська марка — грошова одиниця Лівонії яка карбувалася недовгий період в 60-70-ті роки XVI століття, та на початку XVIII століття. З 1582 року, після закінчення Лівонської війни для Лівонського герцогства карбували монети за грошовою системою Речі Посполитої, яка зберігалася довгий час і після отримання статусу Шведського домініону. У 1705 році на шведських монетах зразка 1660-1690-х років пуансоном надкарбовувалася монограма шведського короля Карла XII — монети слугували для розрахунків з військами у Лівонії.

### Новітній час

5 марок, 1894 (А), Ag, Ново-Гвінейська Компанія

#### Німецька імперія
Срібні та золоті марки Німецької імперії почали карбуватися після об'єднання німецьких земель в єдину державу — Німецьку імперію. При цьому кожен володар невеликих німецьких держав, що увійшли до складу імперії, залишав за собою свій титул і номінальну владу.

#### Фінляндія
Фінляндська марка — грошова одиниця Фінляндії у 1860—2002 роках. У 2002 році фінляндську марку замінили на Євро.

#### Німецька Нова Гвінея
Марка Нової Гвінеї — грошова одиниця Нової Гвінеї, яка знахолася в обігу під час колонізації Німецькою імперією 1884—1915 роках.

### Період Першої Світової війни

#### Європа

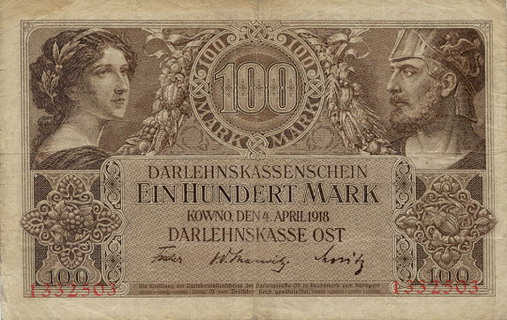
Обер-ост, 100 марок, 1918 рік

Німецька ост-марка — грошова одиниця введена в обіг німецькою окупаційною владою 4 квітня 1918 року для підконтрольованих східних територій: Гродно, Ковеля, Курляндії, Сувалки та Вільнюсу. Пізніше неофіційно марка використовувалась і в Естонії.
Марка Західної добровольчої армії — тимчасові розмінні знаки добровольчої армії генерала Бермондт-Авалова, що знаходилися обігу з 24 жовтня 1919 року в місті Мітава, Латвія.
Мітавська марка — грошові знаки, або боргові розписки Мітавського органу міського самоврядування, введені в обіг 12 серпня 1915 року.
Мемельська та Хайдекрузька марки — грошові знаки (нотгельди) Мемельського краю, які були введені в обіг Мемельським торговим домом в 1922 році з дозволу ради послів Антанти. До цього часу, в 1917—1921 роках, на території Мемельського краю в обігу знаходилась Хайдекрузька марка.

#### Колонії Німеччини в Африці

Камерун, 50 марок зразка 1914 року, цупкий картон

Марка Камеруну — грошова одиниця Німецької Західноафриканської колонії Камерун, яка перебувала в обігу з 1914 року. В 1920 році марка була вилученою повністю з обігу.
Марка Німецької Південно-Західної Африки — грошові знаки, які виготовлялися адміністрацією Німецької Південно-Західною Африкою та Віндгукською Торговою Компанією.

Марка Південно-Західної Африки — грошові знаки (товарні купони, нім. Gutschein), які виготовлялися після колонізації Німецькою імперією Південно-Західної Африки в період з 1916 по 1918 роки. Пізніше купони витіснив з обігу південноафриканський фунт.

### Республіки
Естонська марка — грошова одиниця Естонської республіки, яка карбувалася з 1918 по 1928 роки.
Литовська марка — грошова одиниця Литви, що знаходилася в обігу з 26 лютого 1919 до 2 жовтня 1922 років. У 1922 році литовську марку замінили на лит.

### Гіперінфляція

10 пфеннігів, 1920, цинк, Данциг

Польська марка — грошова одиниця Польщі в 1917—1924 роках, яку замінив злотий.
Данцигська паперова марка — грошова одиниця місцевого органу самоурядування міста Данциг, а з 1920 року Вільного міста Данциг. Була введена в обіг в 1914 році в часи нестачі грошей завдяки гіперінфляції під час та після Першої світової війни.
Паперова марка — Неофіційна назва грошової одиниці Веймарської республіки періоду гіперінфляції з 1919—1923 років.

### Довоєнний та повоєнний періоди

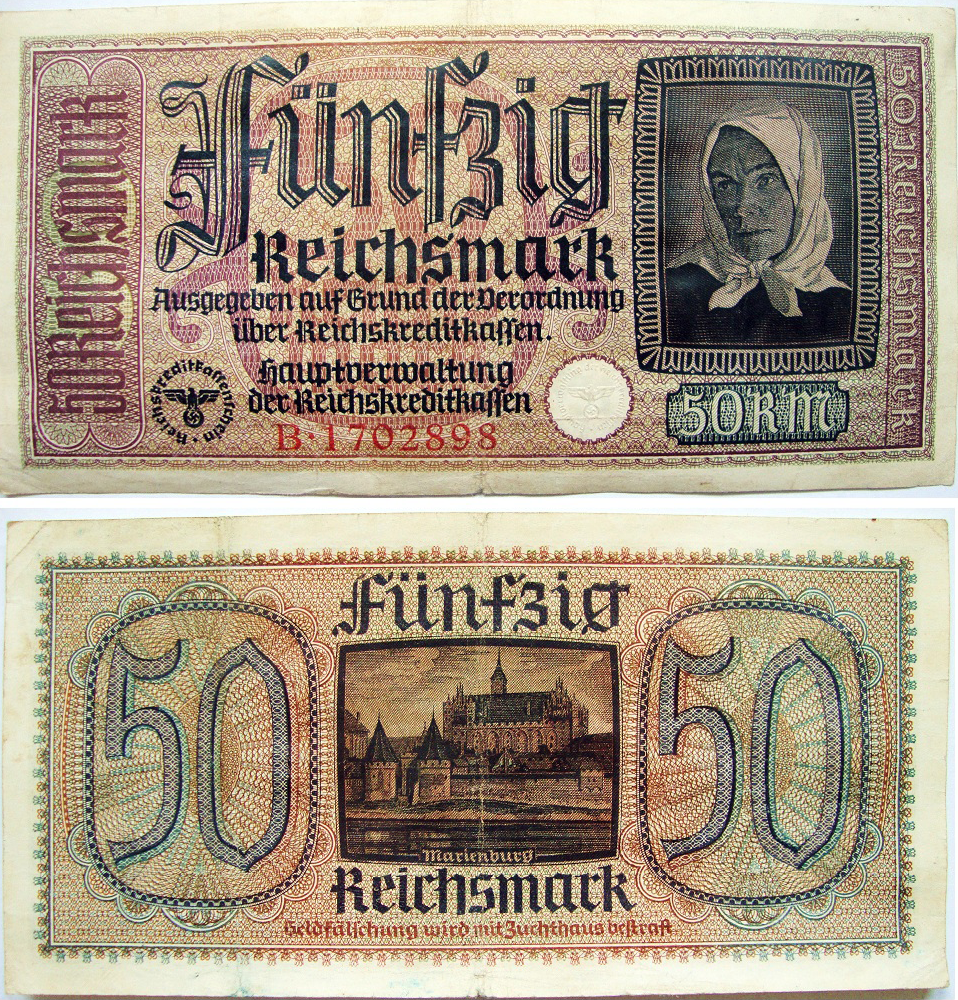
Окупаційні 50 рейсмарок, 1942 рік

Рентна марка — грошова одиниця Веймарської республіки з'явилася в обігу з 15 жовтня 1923 року. Вилучена з обігу в 1948 році.
Райхсмарка — грошова одиниця Німецького рейху та Союзних окупаційних зон в Німеччині протягом 1924—1948 років.
Окупаційна рейхсмарка — квитки і монети рейховських кредитних кас (нім. Reichskreditkassen), що випускалися Третім рейхом для окупованих територій в 1940—1945 роках.
Марка лодзинського гетто — грошові знаки, які виконували роль бонів-токенів у Лодзинському гетто в період 1940—1944 роках.

### Післявоєнний період

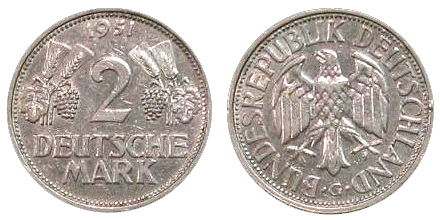
2 марки ФРН, 1951 рік

Марка Союзного військового командування — грошові знаки, які виготовлялися союзним військовим урядом окупаційних територій (англ. Allied Military Government for Occupied Territories абрівіатура AMGOT), для військовців, що перебували у Тризонії та в зоні радянської окупації після таємної операції з кодовою назвою «Wild Dog» у 1944 році.
Марка НДР — грошова одиниця Німецької Демократичної Республіки. Була внутрішньою неконвертованою валютою. Ввезення та вивезення за межі країни заборонялося і каралося штрафом.
Марка ФРН — грошова одиниця німецьких держав починаючи з XVI століття. Вільноконвертована валюта Федеративної республіки Німеччина до введення євро в 2002 році.
Намібійська марка, як і Калахар — не введена в обіг намібійська валюта, яка повинна була замінити південноафриканський ранд.

### Обігова марка

1 контрамарка, 1998, Боснія та Герцеговина

1 січня 1999 року марка ФРН була замінена на євро. Марка обмінювалася за курсом 1,95583 марки за 1 євро. В цьому ж році, був встановлений курс обміну і для фінляндської марки: 5,94573 фінських марок дорівнювали 1 євро. З 2002 року євро стало повноцінної валютою для цих країн, які є законним платіжним засобом на всій території єврозони.
Єдина валюта в марках, яка залишилася в обігу — це конвертована марка Боснії і Герцеговини з 1995 року. Із заміною німецької марки на євро конвертована марка прив'язана до євро у співвідношенні 1.95583 марки до 1 євро.